# Gracht (Weststellingwerf)
Gracht (Stellingwerfs: De Gracht; Fries: De Grêft) is een buurtschap in de gemeente Weststellingwerf, in de Nederlandse provincie Friesland.
Gracht ligt langs het gelijknamige water de Gracht en de weg Gracht. De lange weg loopt vanaf de Lemsterweg langs Munnekeburen en Scherpenzeel, passeert vervolgens de Pieter Stuyvesantweg, en loopt vervolgens naar Spanga. Ook de Nieuweweg wordt bij de buurtschap gerekend.
De gracht valt qua adressering onder drie dorpen, het noordelijke deel valt onder Munnekeburen, het middendeel onder Scherpenzeel en het zuidelijke deel met de Nieuweweg onder Spanga.

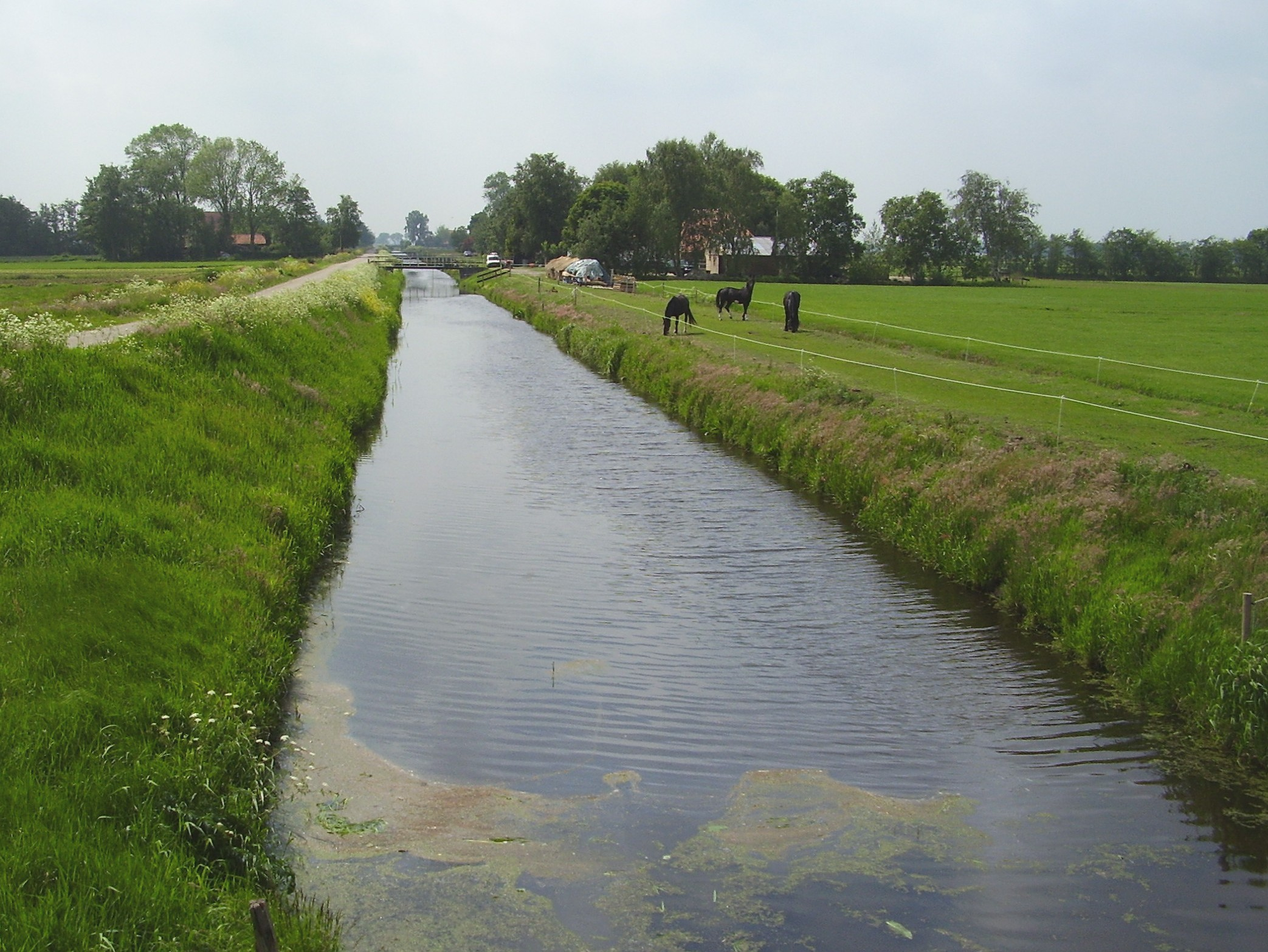
Het water de Gracht bij de buurtschap Gracht (2007)